# Люхэ Тунхуа (аэропорт)
Аэропорт Тунхуа Саньюаньпу (кит. 通化 三源浦 机场) (IATA: TNH, ICAO: ZYTN) — аэропорт совместного базирования, обслуживающий городской округ Тунхуа в провинции Гирин, Китай. Расположен в Саньюаньпу-Корейском национальном посёлке уезда Люхэ.

## История
Аэропорт первоначально был военным, но в 2009 году началось его переоборудование для гражданского использования. Общий объем инвестиций составил 370 млн. юаней. 
18 июня 2014 года аэропорт был открыт, став пятым гражданским аэропортом в провинции Гирин.

## Характеристики
В аэропорту имеется взлетно-посадочная полоса длиной 2300 метров и шириной 45 метров, а также здание терминала площадью 3000 квадратных метров. Он рассчитан на обслуживание 194 000 пассажиров в год.